# Koralówka wysmukła
Koralówka wysmukła (Ramaria gracilis (Pers.) Quél.) – gatunek grzybów należący do rodziny siatkoblaszkowatych (Gomphaceae).

## Systematyka i nazewnictwo
Pozycja w klasyfikacji według Index Fungorum: Ramaria, Gomphaceae, Gomphales, Phallomycetidae, Agaricomycetes, Agaricomycotina, Basidiomycota, Fungi.
Po raz pierwszy opisał go w 1797 r. Christiaan Hendrik Persoon, nadając mu nazwę Clavaria gracilis. W 1888 r. Lucien Quélet przeniósł go do rodzaju Ramaria. Pozostałe synonimy:
- Clavaria fragrantissima G.F. Atk. 1908
- Clavaria stricta var. alba Cotton & Wakef. 1919
- Clavariella gracilis (Pers.) P. Karst. 1881
- Merisma gracile (Pers.) Spreng. 1827

Polską nazwę zaproponował Władysław Wojewoda w 2003 r.

## Morfologia
Owocnik
Klawarioidalny, krzaczkowaty, osiągający rozmiar 12 × 5 cm. Trzon rozgałęziający się na kilka głównych ramion o średnicy do 3 mm, barwie początkowo białej lub białawej, później bladokremowej. Wierzchołki zakończone 2–3 bardzo ostrymi kolcami o długości do1 mm. Gałęzie stanowią zdecydowanie największą część owocnika, ich powierzchnia jest gładka, w miejscu połączenia zaokrąglona. Gałązki tego samego koloru co gałęzie, cylindryczne, o długości około 6 mm i szerokości 3 mm, gładkie lub drobno pomarszczone. Grzybnia biała. Starsze okazy mogą mieć kremową konsystencję, przy potarciu zmieniającą barwę na cielistą. Miąższ jędrny i elastyczny na całym owocniku, brudnokremowy, o anyżowym zapachu, nie zawsze wyraźnym. Smak gorzki.
Cechy mikroskopowe
Wysyp zarodników ochrowy. Zarodniki 5,5–7(8) × 3–4 µm, wartości średnie 6,2 × 3,5 µm, Q = 1,8, elipsoidalne do szeroko elipsoidalnych, szorstkie, sinoniebieskie z brodawkami połączonymi grzbietami. System strzępkowy dimityczny, strzępki generatywne i szkieletowe z przegrodami i sprzążkami.

## Występowanie i siedlisko
Jest rozprzestrzeniony na obszarze całej Europy, występuje także w Ameryce Północnej, Środkowej i Południowej, Azji, Australii i na Nowej Zelandii. W Polsce w 2003 r. W. Wojewoda przytoczył 2 stanowiska, w późniejszych latach podano kilka następnych. Znajduje się na Czerwonej liście roślin i grzybów Polski. Ma status E – gatunek wymierający, którego przeżycie jest mało prawdopodobne, jeśli nadal będą działać czynniki zagrożenia. Aktualne stanowiska podaje także internetowy atlas grzybów. Znajduje się w nim na liście gatunków zagrożonych i wartych objęcia ochroną.
Grzyb saprotroficzny. Występuje głównie w lasach iglastych, rozwija się na opadłym igliwiu świerka, sosny, jodły i jałowca.